# Janusz Szwedo
Janusz Szwedo (ur. 16 września 1949 w Krakowie) – polski arabista, tłumacz i dyplomata, ambasador w Kuwejcie (2007–2013).

## Życiorys
W 1976 uzyskał pod kierunkiem Marii Kowalskiej tytuł magistra filologii orientalnej w zakresie arabistyki na Wydziale Filologicznym Uniwersytetu Jagiellońskiego. Po ukończeniu stypendium językowego otrzymanego od rządu syryjskiego powrócił do kraju, gdzie podjął pracę tłumacza języka arabskiego w Przedsiębiorstwie Geologicznym w Krakowie. W następnych latach pracował m.in. w Bagdadzie w Biurze Projektów Budownictwa Ogólnego „Miastoprojekt-Kraków”, w Libii jako tłumacz języka arabskiego przy ekipie Przedsiębiorstwa Kompletacji i Dostaw Elektroniki Profesjonalnej „Radwar”, w Instytucie Filologii Orientalnej UJ.
Od 1991 związany z Ministerstwem Spraw Zagranicznych. Pracował w Ambasadzie RP w Trypolisie (1991-1996) i w Rabacie (1998–2002). W 2007 został mianowany ambasadorem RP w Kuwejcie, akredytowanym jednocześnie w Bahrajnie. Misję zakończył 31 stycznia 2013. W 2013 odznaczony węgierskim Krzyżem Komandorskim Orderu Zasługi.
Żonaty z Małgorzatą Szwedo z domu Franaszek, także arabistką. Rodzice dwóch córek (w tym jednej arabistki) oraz Piotra Szwedo, prawnika i pracownika naukowego Uniwersytetu Jagiellońskiego. Zna języki: arabski, angielski, francuski oraz węgierski.